# 광의 (집금오)
광의(廣意, ? ~ ?)는 전한 후기의 관료이다. ‘광의’는 이름자로, 성씨는 알 수 없다.

## 생애
원강 4년(기원전 64), 집금오에 임명되었다.

## 출전
- 반고, 《한서》 권19하 백관공경표(百官公卿表) 下

| 전임 엄연년 | 전한의 집금오 기원전 64년 ~ 기원전 60년? | 후임 현 |